# Afroscleropogon nagatomii
Afroscleropogon nagatomii là một loài ruồi trong họ Asilidae. Afroscleropogon nagatomii được Londt miêu tả năm 1999. Loài này phân bố ở vùng nhiệt đới châu Phi.